# Metapenaeus
Genre
Metapenaeus est un genre de crustacés décapodes dont les représentants ressemblent à des crevettes.

## Liste des espèces
- Metapenaeus affinis (H. Milne-Edwards, 1837) — crevette jinga.
- Metapenaeus alcocki George and Rao, 1968 — crevette étincelle.
- Metapenaeus anchistus (De Man, 1920).
- Metapenaeus bennettae Racek et Dall, 1965 — crevette queue verte.
- Metapenaeus brevicornis (H. Milne-Edwards, 1837) — crevette jaune.
- Metapenaeus conjunctus Racek et Dall, 1965 — crevette bois.
- Metapenaeus dalli Racek, 1957 — crevette dali.
- Metapenaeus demani (Roux, 1921) — crevette diable.
- Metapenaeus dobsoni (Miers, 1878) — crevette kadal.
- Metapenaeus eboracensis Dall, 1957 — crevette york.
- Metapenaeus elegans De Man, 1907 — crevette élégante.
- Metapenaeus endeavouri (Schmitt, 1926) — crevette devo.
- Metapenaeus ensis (De Haan, 1844) — crevette glissante.
- Metapenaeus insolitus Racek and Dall, 1965 — crevette émeraude.
- Metapenaeus intermedius (Kishinouye, 1900) — crevette ceinture.
- Metapenaeus joyneri (Miers, 1880) — crevette siba.
- Metapenaeus krishnatrii Silas et Muthu, 1976.
- Metapenaeus kutchensis George, George et Rao, 1963 — crevette gingembre.
- Metapenaeus lysianassa (De Man, 1888) — crevette oiseau.
- Metapenaeus macleayi (Haswell, 1879) — crevette de Maclay.
- Metapenaeus monoceros (Fabricius, 1798) — crevette mouchetée.
- Metapenaeus moyebi (Kishinouye, 1896) — crevette mobeyi.
- Metapenaeus papuensis Racek and Dall, 1965 — crevette papou.
- Metapenaeus stebbingi Nobili, 1904 — crevette faucon.
- Metapenaeus suluensis Racek et Dall, 1965.
- Metapenaeus tenuipes Kubo, 1949 — crevette cigogne.